# L'affare Blindfold
L'affare Blindfold (Blindfold) è un film del 1965 diretto da Philip Dunne, interpretato da Rock Hudson e Claudia Cardinale.

## Trama
Il dottor Bartholomew Snow è un rinomato psichiatra che viene avvicinato dal generale Pratt, un alto ufficiale della sicurezza nazionale, per una delicata missione segreta. Uno dei suoi ex pazienti, Arthur Vincenti, brillante scienziato del governo, ha avuto un crollo mentale ed è ora nascosto in una località segreta conosciuta solo come "Base X". Per garantire la sicurezza del paziente e prevenire fughe di notizie, il generale costringe il dottor Snow a indossare una benda sugli occhi ogni volta che viene condotto alla base. Nel frattempo, una pericolosa organizzazione, specializzata nel rapire scienziati per venderli al miglior offerente, è sulle tracce di Vincenti. La situazione si complica ulteriormente quando la sorella dello scienziato, Vicky Vincenti, è convinta che sia stato proprio il dottor Snow a rapirlo. Determinata a riportare il fratello a casa, Vicky fa arrestare il medico. Per evitare di compromettere la segretezza della missione, Snow inventa una copertura inverosimile: racconta alla polizia e ai giornalisti di essere fidanzato con Vicky e che la loro lite è solo una banale discussione amorosa. Seppur scettica, la donna è costretta a collaborare, mentre il detective Harrigan, poco convinto dalla storia, continua a indagare. Le cose si complicano ulteriormente quando un uomo misterioso, Fitzpatrick, si presenta dallo psichiatra con un documento della CIA, sostenendo che il vero traditore sia proprio il generale Pratt. Sorpreso dalla rivelazione e impossibilitato a verificare l’autenticità delle affermazioni, Snow decide di ricostruire il percorso che lo ha portato a "Base X", basandosi sui suoni che ha percepito durante i suoi viaggi bendato. Riuscito nell'impresa, si ritrova coinvolto in un pericoloso scontro tra agenti segreti e criminali, mettendo in discussione tutto ciò che credeva di sapere sulla missione. Tra intrighi, inganni e situazioni al limite del surreale, Snow dovrà lottare per salvare Vincenti e scoprire la verità, mentre tra lui e Vicky nasce un'imprevedibile attrazione.